# افت فشار کنترل‌نشده
افت فشار کنترل نشده (به انگلیسی: Uncontrolled decompression) به حالتی گفته می‌شود که فشار یک محفظهٔ بسته ناگهان از کنترل خارج شود و کاهش یابد. برای مثال افت فشار در کابین هواپیما یا محفظه هایپرباریک که معمولا در نتیجه‌ٔ خطای انسانی، خستگی مواد، خطای مهندسی و یا ضربه رخ می‌دهد و باعث می‌شود فشار داخل مخزن تخلیه شود.
چنین افت فشاری ممکن است به سه شکل انفجاری، سریع یا آهسته طبقه‌بندی شود که هر کدام تاثیرات مختلفی بر بدن انسان دارند:
- افت فشار انفجاری (ED) که بسیار سریع و مهلک است. این نوع افت فشار در بدن انسان می‌تواند کشنده باشد چرا که منجر به آسیب جبران‌ناپذیر در سینوس‌ها، شیپور استاش در گوش و... می‌شود.

- افت فشار سریع می‌تواند به اندازهٔ کافی آهسته باشد که حفره‌های بدن اجازه‌ٔ تهویه داشته باشند اما همچنان می‌تواند به باروتروما یا ناراحتی‌های جدی منجر شود.

- افت فشار آهسته یا تدریجی آنقدر آهسته اتفاق می‌افتد که ممکن است قبل از شروع هیپوکسی احساس نشود.